# 40 Glocc
Lawrence White, más conocido como 40 Glocc (Greenville, Texas, 16 de diciembre de 1979), es un rapero estadounidense, miembro de G-Unit West. Ha trabajado con Jayo Felony, Kurupt, Dr. Dre y Mobb Deep. Su discografía tan solo cuenta con un trabajo, The Jakal (2003). 
Estuvo de gira con G-Unit, después de quedar con 50 Cent por medio de Mobb Deep. 40 Glocc es asociado con el sello después de un acuerdo entre Infamous Records y G-Unit Records.

## Primeros años
White nació en Greenville, Texas. A la edad de 10 años, se mudó con su madre a varios lugares de California, hasta establecerse finalmente en la ciudad de Inland Empire , Colton. Comenzó a rapear con amigos y para 1997, su grupo, "Zoo Crew", estaba grabando y promocionando su primer álbum, Migrate, Adapt or Die, producido por Tony G y Julio G. H

## Carrera
40 Glocc negoció un trato con Empire Musicwerks, con distribución por BMG. Fue a través de este acuerdo que grabó y lanzó su primer esfuerzo en solitario, "The Jakal", que contó con invitados como Bad Azz , Ras Kass , Kurupt , Mac Minister y varios otros; y productores como Battlecat y Dr. Dre, entre varios otros. Fue después de este álbum que decidió separarse de Empire Music.
Su mánager también manejaba a Mobb Deep, quienes luego firmaron con G-Unit Records. 40 Glocc se unió a su sello, Infamous Records, bajo el sello G-Unit.
40 Glocc ha trabajado con artistas como Dr. Dre, The Alchemist y Havoc. También ha estado trabajando con su grupo, los "Zoo Babies", mientras promocionaba su sello "ZooLife Ent.". También ha estado de gira con actos como G-Unit, Mobb Deep, Ray J, Snoop & Doggpound y muchos más. Ha lanzado una canción titulada "Where the Hammers At?", cuyo ritmo se usó más tarde como el ritmo de la canción de G-Unit, Rider Pt. 2 .  Más tarde lanzó un remix de "Hammers" que presenta a G-Unit y sus respectivos versos de Rider Pt. 2. A fines del otoño de 2010, 40 Glocc contrató al rapero afiliado Ras Kass para su sello Zoo Life. Lanzó un álbum callejero digital ese año llamado "COPS" con varias colaboraciones de Jayo Felony, Tip Toe, Tony Yayo y más. en 2011, 40 Glocc y Spider Loc lanzaron un álbum "Graveyard Shift". Al año siguiente, lanzó su primer álbum en solitario.

## Discografía

### Álbumes de estudio
- 2003: The Jakal
- 2011: C.O.P.S: Crippin' On Public Streets[12]
- 2012: New World Agenda